# Крюковы (Молотниковское сельское поселение)
Крюковы — деревня в Котельничском районе Кировской области в составе Молотниковского сельского поселения.

## География
Располагается на расстоянии примерно 12 км по прямой на север от райцентра города Котельнич.

## История
Известна с 1671 году как починок Лучки Лаптева из 1 двора, в 1763 в деревне Ляпиных отмечено 27 жителей. В 1873 году здесь (деревня Ляпинская или Выползово) было отмечено дворов 4 и жителей 38, в 1905 (Ляпинская или Крюковы) 9 и 54, в 1926 11 и 52, в 1950 7 и 22, в 1989 оставался 41 постоянный житель.

## Население
Постоянное население  составляло 33 человека (русские 88%) в 2002 году, 22 в 2010.